# Kim Dong-choon
Kim Dong-choon (* 1959 in Yeongju, Südkorea) ist Professor für Soziologie an der Sung Kong Hoe Universität in Seoul.

## Leben
Neben seiner Tätigkeit als Professor, in der er sich schwerpunktmäßig mit Geschichtssoziologie beschäftigt, ist Kim Dong-choon Mitglied des ständigen Ausschusses der Kommission für Wahrheit und Versöhnung (kor. 진실화해를위한과거사정리위원회). Für sein Buch Der Korea-Krieg und die Gesellschaft führte er zahlreiche Interviews mit Zeitzeugen. Hierdurch kam er zu einer Sichtweise auf den Koreakrieg, die im Gegensatz zur bislang in Südkorea üblichen Darstellung eine Verantwortung für den Kriegsausbruch und für Kriegsverbrechen nicht nur Nordkorea, sondern beiden koreanischen Staaten zuschreibt.

## Schriften (Auswahl)
- Der Korea-Krieg und die Gesellschaft, 2007 (ISBN 978-3-89691-658-7; Originalausgabe: 전쟁과 사회, 1. Aufl. 2000, ISBN 8971991216, 2. Aufl. 2007)

- mit Maria Palme und Phillip Tolliday (Hg.)Asia-Pacific between Conflict and Reconciliation, Vandenhoeck & Ruprecht, Göttingen 2016 (ISBN 978-3-525-56025-9).

Weitere Bücher, die nur in koreanischer Sprache veröffentlicht wurden, sind:
- 한국사회노동자연구 (Eine Studie zur koreanischen Arbeiterklasse), 1995 (ISBN 8976961072; zugl. Diss.)
- 근대의그늘 : 한국의근대성과민족주의 (Der Schatten der Modernität. Koreas Modernität und Nationalismus), 2000 (ISBN 8981630003)
- Gibt es unabhängige Intellektuelle?, 2001
- Krieg und Markt – Amerikas Antriebskräfte, 2007

### Aufsätze
- Beneath the Tip of the Iceberg: Problems in Historical Clarification of the Korean War, in: Korea Journal, 42:3 (Autumn 2002), S. 60–86
- Growth and crisis of the Korean citizen's movement, in: Korea Journal, 46:2 (Summer 2006), S. 99–128 (auch online; PDF; 62 kB)